# Тапия, Гонсало (футболист)
Гонса́ло Андре́с Тапи́я Дуборнаи́с (исп. Gonzalo Andrés Tapia Dubournais; 18 февраля 2002, Реколета, Чили) — чилийский футболист, нападающий клуба «Ривер Плейт» и сборной Чили. Выступает на правах аренды за клуб «Сан-Паулу».

## Клубная карьера
Тапия — воспитанник клуба «Универсидад Католика». 5 сентября 2020 года в матче против «Кокимбо Унидо» он дебютировал в чилийской Примере. 19 января в поединке против «Эвертона» Гонсало забил свой первый гол за «Универсидад Католика». В составе клуба Тапия дважды выиграл чемпионат и завоевал Суперкубок Чили.

## Международная карьера
В 2019 году в составе юношеской сборной Чили Крус принял участие в юношеском чемпионате Южной Америки в Перу. На турнире он сыграл в матчах против команд Венесуэлы, Аргентины, Уругвая, Парагвая, а также дважды Перу и Эквадора. В поединках против эквадорцев, перуанцев и венесуэльцев Гонсало забил три гола.
В 2019 году в составе юношеской сборной Чили Тапия принял участие в юношеском чемпионате мира в Бразилии. На турнире он сыграл в матчах против команд Франции, Гаити, Южной Кореи и Бразилии. В поединке против гаитян Гонсало забил гол.

## Достижения
Клубные
 «Универсидад Католика»
- Победитель чилийской Примеры (2) — 2020, 2021
- Обладатель Суперкубка Чили (2) — 2020, 2021